# Gujana na Mistrzostwach Świata w Lekkoatletyce 2015
Gujana na Mistrzostwach Świata w Lekkoatletyce 2015 – reprezentacja Gujany podczas Mistrzostw Świata w Pekinie liczyła 2 zawodników, którzy nie zdobyli medalu.

## Występy reprezentantów Gujany
| Konkurencja            | Zawodnik       | Runda 1  | Runda 1 | Półfinał | Półfinał | Finał    | Finał   |
| Konkurencja            | Zawodnik       | Rezultat | Pozycja | Rezultat | Pozycja  | Rezultat | Pozycja |
| ---------------------- | -------------- | -------- | ------- | -------- | -------- | -------- | ------- |
| Bieg na 400 m mężczyzn | Winston George | 45,25 NR | 25.     | NQ       | NQ       | NQ       | NQ      |
| Bieg na 800 m kobiet   | Andrea Foster  | 2.17,39  | 43.     | NQ       | NQ       | NQ       | NQ      |